# Majnoci

Peloponez w wiekach średnich

Majnoci lub Mainoci − lud niepewnego pochodzenia osiadły na Peloponezie na południowych zboczach Tajgetu.
Majnoci (w źródłach greckich Μανιάται, Maniatai) zamieszkiwali w średniowieczu południowe zbocza Tajgetu, w krainie Majna. Od północy sąsiadowali z Jeziercami i Milingami. Ich pochodzenie jest niepewne. Niektórzy badacze uważają ich za lud mieszany grecko-słowiański. Ostrożniejsi twierdzą, że na terenach zamieszkanych przez Majnotów notuje się jedynie obecność Słowian. 
Informacje o Majnotach przekazał Konstantyn Porfirogeneta. Są one dosyć niejasne, gdy chodzi o historię tego ludu i przyczyny jego pogaństwa. Cesarz uważa ich za dawny lud grecki wyznający kult obrazów, a jednocześnie stwierdza, że za panowania jego dziadka Bazylego I doszło do chrystianizacji Majnotów.
Trzeba też wiedzieć, że mieszkańcy miasta Maina nie wywodzą się z wyżej wymienionego plemienia Sklawów, lecz od najdawniejszych Romajów, którzy przez miejscowych nazywani są Hellenami, dlatego że w bardzo dawnych czasach byli zwolennikami kultu obrazów i ich czcicielami, zgodnie ze zwyczajem starożytnych Hellenów; oni to za panowania czcigodnego cesarza Bazylego przyjęli wiarę chrześcijańską.
Fakt istnienia biskupstwa w Mainie od początku X wieku potwierdzają źródła bizantyńskie.